# 112656 Gines
112656 Gines este un asteroid din centura principală de asteroizi.

## Descriere
112656 Gines este un asteroid din centura principală de asteroizi. A fost descoperit pe 12 august 2002 la Pla D'Arguines de Rafael Ferrando. Asteroidul prezintă o orbită caracterizată de o semiaxă mare de 2,70 ua, o excentricitate de 0,09 și o înclinație de 5,5° în raport cu ecliptica.